# Plaxiphora boydeni
Plaxiphora boydeni är en blötdjursart som beskrevs av Murdoch 1982. Plaxiphora boydeni ingår i släktet Plaxiphora och familjen Mopaliidae. Inga underarter finns listade i Catalogue of Life.